# Brateiu
Brateiu – wieś w Rumunii, w okręgu Sybin, w gminie Brateiu. W 2011 roku liczyła 2319 mieszkańców.